# 徳川重倫
徳川 重倫（とくがわ しげのり）は、和歌山藩の第8代藩主。

## 生涯
延享3年（1746年）2月28日、第7代藩主徳川宗将の次男として生まれた。幼名は久米之丞、のち岩千代。 宝暦5年（1755年）11月28日、元服して第9代将軍・徳川家重（第5代藩主・第8代将軍・徳川吉宗の長男）の偏諱を受けて重倫を名乗るとともに、従四位下・常陸介に叙任された。
明和2年（1765年）、20歳のときに藩主に就任した。
有栖川宮職仁親王の娘の職子女王と婚約していたが、明和6年（1769年）に義絶破談となった。以降、重倫は正室を迎えることは生涯なかった。
30歳のときに隠居、長男の彌之助は既に早世、次男の岩千代（のちの治宝）もまだ幼少であったため、支藩伊予西条藩の藩主であった叔父の松平頼淳（改め徳川治貞）に藩主の座を譲った。
晩年は剃髪して太真と号した。文政12年（1829年）6月2日に死去した。享年84。
和歌山藩主としての治世は9年11か月であり、この間の江戸参府3回、和歌山帰国4回で、和歌山在国の通算は2年7か月と短く、さらに幕府より命ぜられた隠居期間は54年4か月と非常に長期となったが、この間の江戸参府と和歌山帰国はなかった。

## 人物・逸話
- 伊勢参りが趣味であったという。
- 性格は徳川御三家の当主とは到底思えない傍若無人ぶりで、家人などに対して刃を振り回したりすることも少なくなく、そのために幕府から登城停止を命じられることも少なくなかったという。
  - 『南紀徳川史』によると、江戸屋敷で隣家の松平邸（松江藩）の婦女を銃撃したことがある。夕涼みをしていたその婦女が、自分の屋敷を見下しているかのように見えたことが重倫の逆鱗に触れた、とされている[2]。後日に幕府から使者が派遣されて詰問されると、「あれは鉄砲を撃ったのではなく、花火を打ち上げただけだ。なのに天下のご直参（旗本）が花火の音にうろたえるとは何事か」と言い返して笑ったと伝わる。なお、大田南畝の著書『半日閑話』では、明和9年8月21日（グレゴリオ暦1772年9月29日）の「夜八つ過ぎ」（午前2時頃）、幕府から登城停止を命じられていた腹いせであるかのように、上屋敷で花火を打ち上げた、とある[3]。重倫は30歳で隠居したが、あまりの素行の悪さから幕府に強制的に隠居を命じられた、ともいわれている。
- 同じく『南紀徳川史』によれば、薩摩藩島津家がにわかに「大阪城の守備を当家に仰せ付けられたい」と幕府に願書を提出してきたため、慌てた幕閣が御三家に意見を求めたところ、驚いてうろたえるばかりの尾張・水戸両家に対し、重倫は大胆にも「それはなかなかおもしろい。早速薩摩守を大阪に入れて、空き城となった鹿児島に拙者が留守番に参る、と上様に申し上げよう」と発言した。それを漏れ聞いた薩摩藩は間もなく願書を取り下げた、という[4]。しかし、この逸話は宝暦年間の徳川家重治世中の話（宝暦元年から宝暦10年、隠居時代を含めると宝暦11年の間）としており、当時家督相続をしていない重倫が父の宗将（年代によっては祖父の徳川宗直）を差し置いて幕臣に回答したことになる上、当時の尾張藩主徳川宗勝、水戸藩当主徳川宗翰という面子が驚いてうろたえるばかりだったことになり、正確さに疑念がある。同書は後年の明治21年から、当時の紀州家当主の徳川茂承の命により家臣筋の者らにより編纂が始まったものである。内容は幕末の佐幕、保守の論調で書かれており、史料としては正確性に欠ける、と評されている。幕末の論調で言えば薩摩藩は当然佐幕ではなく、倒幕側である。
- 三田村鳶魚は、「明和8年（1771年）に重倫が、その年出生した長男の弥之助の生母を斬殺した」という話を著作に記している[5]。しかし、『南紀徳川史』によると弥之助の生母・慈譲院（伊藤四郎右衛門の娘）は文化2年まで生存しており[6]、弥之助の前に懿姫（一条輝良室）、弥之助出産後に方姫（徳川治紀室）、備姫（前田斉敬婚約者）を出産していることから、この話は史実に反している。ちなみに、弥之助はその年のうちに夭折した[7]。

## 官歴
※日付＝旧暦
- 1746年（延享3年）2月28日 - 誕生。幼名：久米之丞。のち、岩千代。
- 1755年（宝暦5年）11月28日 - 元服し、将軍徳川家重の偏諱を授かり重倫を名乗る。従四位下・常陸介に叙任。
- 1757年（宝暦7年）12月1日 - 従三位に昇叙し、右近衛権中将に転任。
- 1765年（明和2年）
  - 3月29日 - 家督相続し、藩主となる。
  - 12月15日 - 参議に補任。
- 1767年（明和4年）12月1日 - 権中納言に転任。
- 1775年（安永4年）2月3日 - 隠居し、剃髪。太真と号する。
- 1829年（文政12年）6月2日 - 薨去。享年84。

## 系譜
- 父：徳川宗将（1720-1765）
- 母：清信院（1718-1800）- 吉田意安[8]娘。 
  - 弟：松平頼謙
- 叔父：松平頼淳（徳川治貞）

- 許嫁：長宮職子女王（1745-1786）- 於佐宮。有栖川宮職仁親王女。1769年（明和6年）に義絶、破談。

- 側室：慈譲院（不明-1806） - 御由緒の御方。お八百、お屋代。伊藤氏
  - 長女：懿姫（1764-1843） - 芳寿院。関白左大臣一条輝良正室
  - 四女：鐓姫（1770-1771） - 智幻院
  - 長男：弥之助（1771） - 一生院
  - 三男：雅之助（1772-1774） - 空如院
  - 六女：恭岳院（1774-1794） - 方姫、達子。次代藩主徳川治貞の養女として常陸国水戸藩主徳川治紀正室
  - 七女：備姫（1775-1796） - 心蓮院。加賀藩世子前田斉敬婚約者。斉敬は早世。
- 側室：観光院 - お花。横井氏。
  - 某（?-1767） - 如電院
- 側室：信受院（不詳-1796） - お多可。寒川氏。
  - 次女：錯姫（1767-1771） - 妙泰院
  - 三女：転心院（1770-1826） - 丞姫、等姫。因幡国鳥取藩主池田治道正室
  - 五女：鋒姫（1771-1772） - 春窓院
- 側室：澄清院（不詳-1771） -  おふさ。佐々木氏。
  - 次男：徳川治宝（1771-1852） - 紀州藩第十代藩主
- 側室：瑞応院 
  - 流産（1794） - 緑覚院
- 側室：鎌田氏
  - 五男：丁之助（1796） - 如幻院
- 側室：春台院 
  - 流産（1798） - 青樹院
  - 流産（1799） - 幻台院
- その他
  - 四男：乙之助（1781-1782） - 智妙院

- 養子
  - 叔父: 徳川治貞 - 重倫30歳で隠居後、叔父の伊予国西条藩主松平頼淳が養子となって徳川治貞と改名し、紀州藩主相続。子が無かった治貞の跡は、重倫次男の治宝が相続した。治貞（頼淳）の西条藩の跡は重倫の弟の松平頼謙が相続した。